# Elisabetta di Valois
Elisabetta di Valois, detta anche Elisabetta di Francia  (Fontainebleau, 2 aprile 1546 – Aranjuez, 3 ottobre 1568), è stata una principessa francese del ramo dei Valois-Angoulême della dinastia dei Capetingi, figlia di Enrico II di Francia e dell'italiana Caterina de' Medici e regina consorte di Spagna come terza moglie di Filippo II di Spagna.

## Biografia

### Infanzia
Quando Elisabetta nacque, Caterina, come del resto avvenne in occasione di tutti i suoi parti, non fece in tempo a vederla, in quanto Diana di Poitiers, amante ufficiale del marito e figura fortemente influente presso il re, la portò via e si incaricò di farla allevare ed educare. Diana aveva designato Madame d'Humières come governante dei fanciulli regali: quando i bambini erano cresciuti abbastanza, la favorita li presentava a corte e li introduceva ai costumi di corte.
Quando nel 1548 Maria Stuarda, regina di Scozia, promessa sposa del delfino Francesco, arrivò alla corte francese, Diana insistette perché la bambina ed Elisabetta, di tre anni più giovane, diventassero amiche. Progetto che le riuscì perfettamente: in età adulta Maria ricorderà per tutta la vita con nostalgia quell'intima amicizia. Maria ed Elisabetta condivisero la stessa dorata infanzia ed educazione.
Un ritratto di Elisabetta mostra un volto vivace, grandi occhi a mandorla, mento a fossetta. Era una bambina di carattere dolce, felice di disegnare, amante della poesia e della musica.

### Il matrimonio
La pace di Cateau-Cambrésis, firmata nell'aprile del 1559 tra Inghilterra e Francia da una parte, Francia e Spagna dall'altra, prevedeva l'abbandono di tutte le conquiste francesi in Italia avvenute negli ultimi ottant'anni. Per suggellare la pace nei rapporti tra i due Paesi, fu previsto il matrimonio della principessa Elisabetta con Filippo II di Spagna. Il 15 giugno il duca d'Alba si presentò come pretendente per procura alla mano di Elisabetta, per conto del suo signore Filippo II. Il re aveva trentadue anni, mentre Elisabetta solo quattordici.
Fu il 1559 un anno di matrimoni per la famiglia reale francese: a febbraio la terza figlia di Enrico II, Claudia, aveva sposato il duca Carlo III di Lorena; il 27 giugno fu firmato l'accordo di matrimonio tra Margherita, sorella del re, e il duca di Savoia. Per festeggiare i lieti eventi, il 30 giugno furono organizzati giostre e tornei. La passione di Enrico II per giostrare era quasi una mania. Tutto andò bene finché, nonostante i presagi e le premonizioni degli indovini di Caterina de' Medici, nell'ultima giostra le schegge delle lance trafissero l'occhio e la gola del sovrano, che dopo nove giorni di agonia spirò.
A novembre i nuovi sovrani Francesco II e Maria Stuarda con la corte si recarono a Blois per attendere il segnale della partenza per la Spagna di Elisabetta: il 25 Caterina consentì alla propria adorata figlia di partire, con tale profondo dispiacere da commuovere lo stesso ambasciatore di Spagna. Ugualmente Maria soffrì terribilmente per la partenza della sua fidata amica.
In Spagna Elisabetta non mancò di scrivere sia alla madre sia all'amica, ma con il tempo i rapporti e le comunicazioni si diradarono inesorabilmente. Caterina non mancò di esporre il proprio dispiacere e disappunto per la condotta della figlia, presa e annebbiata dall'amore e dal rispetto che nutriva nei confronti del marito Filippo. Ella infatti aveva dato troppo per scontato che Elisabetta potesse essere un mezzo per influenzare la politica del sovrano spagnolo in favore della Francia.
Elisabetta, accompagnata dalla corte spagnola, rivide la madre nell'estate del 1565 lungo l'Adour, incontro fortemente voluto da Caterina, impaziente più che mai di potere riabbracciare la figlia. La regina madre anzi non badò a spese per organizzare nel fasto più superbo il fatidico incontro. All'entusiasmo di Caterina non corrispose però quello della corte spagnola e anche della regina Elisabetta. Quando si separarono la dolente e commossa Caterina non riuscì a trattenersi dal dirle: "Figlia mia, siete davvero diventata spagnola".

### I figli e la morte
Filippo II era già vedovo di Maria Emanuela d'Aviz, morta nel 1545 nel dare alla luce l'unico figlio che il re spagnolo avesse finora (don Carlos), e di Maria Tudor, regina d'Inghilterra, morta nel 1558. Egli si era dimostrato sempre molto freddo nei confronti delle prime mogli, ma almeno con Elisabetta i rapporti furono migliori.
Il principe don Carlos e la matrigna erano molto affezionati e passavano insieme molto tempo. Giocavano a carte e si facevano regali. Ciò ha dato adito a miti e leggende su una presunta relazione amorosa tra Elisabetta e il figliastro, narrata ad esempio da Vittorio Alfieri nel Filippo e poi da Friedrich Schiller nella sua tragedia Don Carlos, ripresa da Giuseppe Verdi nell'opera omonima; in realtà il loro rapporto non andava oltre una sincera amicizia. Tra loro non c'era neanche un anno d'età di differenza; inoltre la vita di una giovane fanciulla, che non aveva quasi nessuno tra le persone del suo rango con cui divertirsi, doveva risultare piuttosto noiosa senza la presenza di una persona della sua età e dinamica, come era appunto don Carlos. Non bisogna inoltre dimenticare che Elisabetta era sempre circondata dalle sue dame di compagnia, tra cui la rigida e algida duchessa d'Alba, davvero eventualmente poco incline a chiudere un occhio su una tale scandalosa relazione.
La giovane regina aveva circa venti anni meno del marito e raggiunse la pubertà solo nel 1561. Benché poco interessato alla compagnia delle donne, il re doveva però adoperarsi perché la Spagna potesse avere eredi e quindi dall'anno successivo iniziò a visitare regolarmente le stanze private della regina. Non vedendo alcun nipote in arrivo Caterina iniziò a scrivere al genero, manifestando le proprie speranze di avere nipoti.
Di ritorno dall'Aragona, nel maggio 1564 Filippo portò la moglie ad Aranjuez, dove ebbero una seconda luna di miele. In luglio si ebbe finalmente la prova che la regina era incinta e il re ordinò che a Madrid fossero organizzate pubbliche feste per celebrare il lieto evento. Agli inizi di agosto, però, Elisabetta ebbe una grave emorragia e subito i medici le praticarono tanti di quei salassi e purghe da provocarle involontariamente un aborto. Ella fu salvata soltanto grazie all'intervento di un medico italiano.
Per tutta la durata della malattia, Filippo rimase accanto al letto della moglie, assistendola premurosamente.

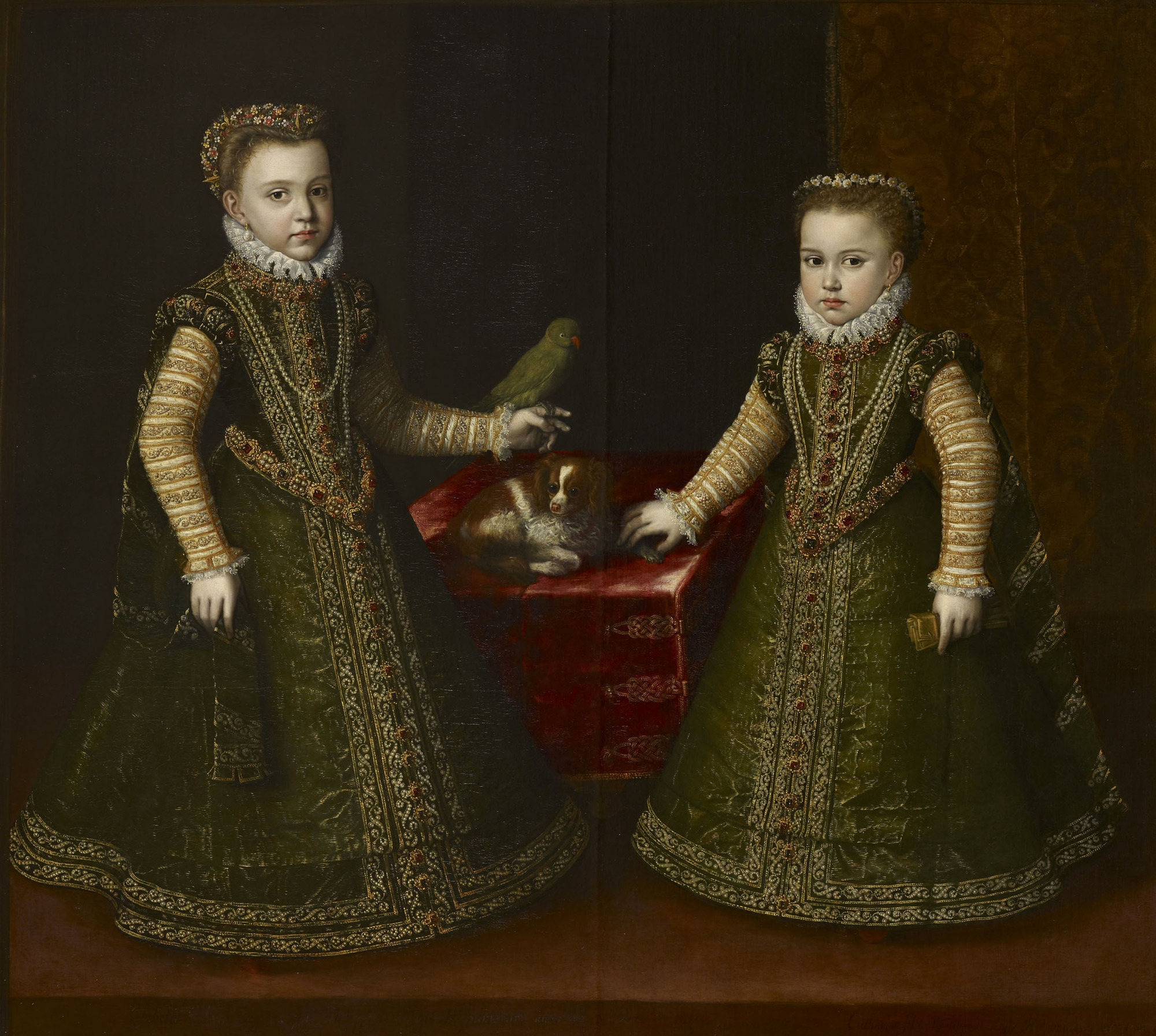
Sofonisba Anguissola, Infante Isabella Clara Eugenia e Caterina Michela

Nel febbraio del 1566 la regina risultò di nuovo incinta e si ebbero nuove manifestazioni pubbliche di gioia. Il re si fece ancora più premuroso. Certamente avrebbe desiderato un maschio, ma non poté trattenere la gioia quando il 12 agosto nacque Isabella Clara Eugenia, colei che in futuro avrebbe contato per lui più di ogni altra cosa. Alcuni giorni dopo la regina rischiò di nuovo di morire per la febbre puerperale, da cui si riebbe con lentezza. Tuttavia, non passò molto tempo che fosse di nuovo incinta; così il 6 ottobre 1567 nacque la seconda figlia, Caterina Micaela.
Nel maggio del 1568 Elisabetta ebbe una nuova gravidanza e passò l'estate giocando a carte e ai dadi e assistendo alle scenette dei buffoni nelle sue stanze. Quasi ogni giorno era solita uscire con le sue dame di compagnia alla Casa del Campo o nei boschi vicino a Madrid. Ma dopo l'estate cadde ammalata: sveniva, aveva tremiti e si sentiva depressa. Iniziò a mangiare e a bere poco. I medici cominciarono di nuovo a praticarle clisteri e salassi, e così la mattina del 3 ottobre ebbe un aborto; si trattava di un'altra femmina. Sul tardi, quello stesso giorno, Elisabetta spirò.
Filippo assistette la moglie fino all'ultimo e, dopo la sua morte, si ritirò addolorato per alcune settimane nel monastero di san Girolamo senza voler vedere nessuno.
Cause dinastiche lo spinsero però nel 1570 a risposarsi con la nipote Anna d'Austria, da cui ebbe il sospirato erede maschio, il futuro Filippo III.
L'Infanta Isabella avrebbe in seguito sposato il cugino Alberto d'Asburgo e assunto il governo dei Paesi Bassi. L'Infanta Caterina Micaela andò invece sposa a Carlo Emanuele I di Savoia, al quale diede dieci figli.
Un ritratto di Elisabetta di Valois, conservato al Museo del Prado, è attribuito a Sofonisba Anguissola.

## Ascendenza
|                                   |                |                                    | Genitori                         |  |  | Nonni |  |  | Bisnonni                  |  |  | Trisnonni                    |  |
|                                   |                |                                    |                                  |  |  |       |  |  | Carlo di Valois-Angoulême |  |  | Giovanni di Valois-Angoulême |  |
|                                   |                |                                    |                                  |  |  |       |  |  | Carlo di Valois-Angoulême |  |  | Giovanni di Valois-Angoulême |  |
|                                   |                | Margherita di Rohan                |                                  |  |  |       |  |  | Carlo di Valois-Angoulême |  |  |                              |  |
| Francesco I di Francia            |                |                                    |                                  |  |  |       |  |  | Carlo di Valois-Angoulême |  |  |                              |  |
|                                   |                | Luisa di Savoia                    | Filippo II di Savoia             |  |  |       |  |  |                           |  |  |                              |  |
|                                   |                | Luisa di Savoia                    | Filippo II di Savoia             |  |  |       |  |  |                           |  |  |                              |  |
|                                   |                | Luisa di Savoia                    | Margherita di Borbone-Clermont   |  |  |       |  |  |                           |  |  |                              |  |
| Enrico II di Francia              |                | Luisa di Savoia                    |                                  |  |  |       |  |  |                           |  |  |                              |  |
|                                   |                | Luigi XII di Francia               | Carlo di Valois-Orléans          |  |  |       |  |  |                           |  |  |                              |  |
|                                   |                | Luigi XII di Francia               | Carlo di Valois-Orléans          |  |  |       |  |  |                           |  |  |                              |  |
|                                   |                | Luigi XII di Francia               | Maria di Clèves                  |  |  |       |  |  |                           |  |  |                              |  |
| Claudia di Francia                |                | Luigi XII di Francia               |                                  |  |  |       |  |  |                           |  |  |                              |  |
|                                   |                | Anna di Bretagna                   | Francesco II di Bretagna         |  |  |       |  |  |                           |  |  |                              |  |
|                                   |                | Anna di Bretagna                   | Francesco II di Bretagna         |  |  |       |  |  |                           |  |  |                              |  |
|                                   |                | Anna di Bretagna                   | Margherita di Foix               |  |  |       |  |  |                           |  |  |                              |  |
| Elisabetta di Valois              |                | Anna di Bretagna                   |                                  |  |  |       |  |  |                           |  |  |                              |  |
|                                   | Piero il Fatuo | Lorenzo de' Medici                 |                                  |  |  |       |  |  |                           |  |  |                              |  |
|                                   | Piero il Fatuo | Lorenzo de' Medici                 |                                  |  |  |       |  |  |                           |  |  |                              |  |
|                                   | Piero il Fatuo | Clarice Orsini                     |                                  |  |  |       |  |  |                           |  |  |                              |  |
| Lorenzo de' Medici duca di Urbino | Piero il Fatuo |                                    |                                  |  |  |       |  |  |                           |  |  |                              |  |
|                                   |                | Alfonsina Orsini                   | Roberto Orsini                   |  |  |       |  |  |                           |  |  |                              |  |
|                                   |                | Alfonsina Orsini                   | Roberto Orsini                   |  |  |       |  |  |                           |  |  |                              |  |
|                                   |                | Alfonsina Orsini                   | Caterina Sanseverino             |  |  |       |  |  |                           |  |  |                              |  |
| Caterina de' Medici               |                | Alfonsina Orsini                   |                                  |  |  |       |  |  |                           |  |  |                              |  |
|                                   |                | Giovanni III de La Tour d'Auvergne | Bertrando VI de La Tour          |  |  |       |  |  |                           |  |  |                              |  |
|                                   |                | Giovanni III de La Tour d'Auvergne | Bertrando VI de La Tour          |  |  |       |  |  |                           |  |  |                              |  |
|                                   |                | Giovanni III de La Tour d'Auvergne | Luisa de la Trémoille            |  |  |       |  |  |                           |  |  |                              |  |
| Madeleine de La Tour d'Auvergne   |                | Giovanni III de La Tour d'Auvergne |                                  |  |  |       |  |  |                           |  |  |                              |  |
|                                   |                | Giovanna di Borbone                | Giovanni VIII di Borbone-Vendôme |  |  |       |  |  |                           |  |  |                              |  |
|                                   |                | Giovanna di Borbone                | Giovanni VIII di Borbone-Vendôme |  |  |       |  |  |                           |  |  |                              |  |
|                                   |                | Giovanna di Borbone                | Isabelle de Beauvau              |  |  |       |  |  |                           |  |  |                              |  |
|                                   |                | Giovanna di Borbone                |                                  |  |  |       |  |  |                           |  |  |                              |  |